# Капрон (Вірджинія)
Кепрон, Ка́прон (англ. Capron) — місто (англ. town) в США, в окрузі Саутгемптон штату Вірджинія. Населення — 141 особа (2020).

## Історія
Белмонт, Роуз-Гілл та Будинок Вільяма Вінсента занесені до списку Національного реєстру історичних місць.

## Географія
Кепрон розташований за координатами 36°42′34″ пн. ш. 77°12′5″ зх. д. / 36.70944° пн. ш. 77.20139° зх. д. (36.709329, -77.201281). За даними Бюро перепису населення США в 2010 році місто мало площу 0,43 км², уся площа — суходіл.

## Демографія

### Перепис 2010
Згідно з переписом 2010 року, у місті мешкало 166 осіб у 65 домогосподарствах у складі 40 родин. Густота населення становила 388 осіб/км². Було 70 помешкань (164/км²).
Расовий склад населення:
| - 81,9 % — білих - 17,5 % — чорних або афроамериканців |

До двох чи більше рас належало 0,6 %. Частка іспаномовних становила 0,0 % від усіх жителів.
За віковим діапазоном населення розподілялося таким чином: 23,5 % — особи молодші 18 років, 60,2 % — особи у віці 18—64 років, 16,3 % — особи у віці 65 років та старші. Медіана віку мешканця становила 43,7 року. На 100 осіб жіночої статі у місті припадало 88,6 чоловіків; на 100 жінок у віці від 18 років та старших — 98,4 чоловіків також старших 18 років.
Середній дохід на одне домашнє господарство становив 56 676 доларів США (медіана — 53 750), а середній дохід на одну сім'ю — 61 357 доларів (медіана — 57 500). За межею бідності перебувало 13,5 % осіб, у тому числі 12,5 % дітей у віці до 18 років та 7,7 % осіб у віці 65 років та старших.
Цивільне працевлаштоване населення становило 37 осіб. Основні галузі зайнятості: публічна адміністрація — 24,3 %, роздрібна торгівля — 21,6 %, освіта, охорона здоров'я та соціальна допомога — 21,6 %.

### Перепис 2000
За даними перепису 2000 року, у містечку проживало 167 осіб у 72 домогосподарствах у складі 45 родин. Густота населення становила 403,0 ос./км². Було 79 помешкань, середня густота яких становила 190,6/км². Расовий склад містечка: 72,46 % білих and 27,54 % афроамериканців.
Із 72 домогосподарств 26,4 % мали дітей віком до 18 років, які жили з батьками;, 48,6 % були подружжями, які жили разом; 11,1 % мали господиню без чоловіка, і 37,5 % не були родинами. 36,1 % домогосподарства складалися з однієї особи, зокрема 16,7 % віком 65 і більше років. У середньому на домогосподарство припадало 2,32 мешканця, а середній розмір родини становив 3,04 особи.
Віковий склад населення: 24,0 % віком до 18 років, 6,0 % від 18 до 24; 30,5 % від 25 до 44; 23,4 % від 45 до 64; і 16,2 % — 65 років або старші. Середній вік жителів міста становив 41 рік. На кожні 100 жінок припадало 103,7 чоловіка. На кожні 100 жінок, віком від 18 років і старших, припадало 95,4 чоловіка.
Середній дохід домогосподарств у містечку становив $45 000, родин — $ 50 833. Середній дохід чоловіків становив $ 36 750 проти $ 25 417 у жінок. Дохід на душу населення в містечку був $ 22 588. Ніхто з мешканців не перебував за межею бідності.